# Суслин, Андрей Александрович
Андре́й Алекса́ндрович Сусли́н (27 декабря 1950, Ленинград — 10 июля 2018, Санкт-Петербург) — российский и американский математик, специалист по алгебраической {\displaystyle K}-теории и её связям с алгебраической геометрией. Доктор физико-математических наук (1977).

## Биография
Рано проявил математические способности, с успехом выступая на математических олимпиадах различного уровня. В 1967 году завоевал золотую медаль на Международной математической олимпиаде. В 1972 году окончил математико-механический факультет Ленинградского государственного университета (ЛГУ).
В 1974 году защитил диссертацию на соискание учёной степени кандидата физико-математических наук (научный руководитель — Марк Башмаков), в 1977 году стал доктором физико-математических наук. В 1969—1975 годах преподавал в специализированной школе-интернате № 45 при ЛГУ, в 1973—1977 годах работал в ЛГУ, с 1977 — в Ленинградском отделении математического института им. В. А. Стеклова АН СССР.
С 1994 года был профессором Северо-Западного университета (англ. Northwestern University) в Эванстоне, штат Иллинойс, США. Входил в редколлегию журнала «Journal of K-theory».
Племянник — Фёдор Владимирович Петров, математик, доктор физико-математических наук, старший научный сотрудник лаборатории теории представлений и динамических систем ПОМИ РАН.
Сестра — Суслина Татьяна Александровна, почетный работник высшего профессионального образования РФ, доктор физико-математических наук, профессор, заведующий кафедрой высшей математики и математической физики физического факультета СПбГУ.

## Научная работа
В 1976 году доказал гипотезу Серра о соотношении между свободными модулями и проективными модулями над кольцом многочленов. Было доказано, что любой конечнопорождённый проективный модуль над кольцом многочленов является свободным (в том же году независимо от Суслина доказательство было получено Даниелем Квилленом, в связи с чем в литературе утверждение получило наименование «теорема Квиллена — Суслина»).
В 1982 году совместно с Александром Меркурьевым доказал теорему Меркурьева — Суслина, касающуюся групп Брауэра.
На Международном конгрессе математиков в 1978 и 1994 годах был приглашённым докладчиком, в 1986 году выступил с пленарным докладом.
В связи с шестидесятилетним юбилеем учёного в 2010 году были выпущены специальные номера журналов «Journal of K-theory» и «Documenta Mathematica».

## Признание
За решение проблемы Серра в 1977 году награждён премией Санкт-Петербургского математического общества «Молодому математику». За цикл работ по проблеме стабилизации в алгебраической {\displaystyle K}-теории в 1980 году получил премию Ленинского комсомола.
В 2000 году стал лауреатом премии Коула Американского математического общества.

## Избранные публикации
- Меркурьев А. С., Суслин А. А. K-когомологии многообразий Севери–Брауэра и гомоморфизм норменного вычета // Изв. АН СССР. Сер. матем.. — 1982. — Т. 46, № 5. — С. 1011—1046.
- Панин И. А., Суслин А. А. Об одной гипотезе Гротендика, касающейся алгебр Адзумайа // Алгебра и анализ. — 1997. — Т. 9, № 4. — С. 215—223.
- Andrei Suslin, Eric M. Friedlander, Christopher P. Bendel. Support varieties for infinitesimal group schemes // J. Amer. Math. Soc.. — 1997. — Т. 10, № 3. — С. 729—759.